# 1 Delphini
1 Delphini, som är stjärnans Flamsteed-beteckning, är en trippelstjärna belägen i den mellersta delen av stjärnbilden Delfinen. Den har en lägsta skenbar magnitud på ca 6,08 och är mycket svagt synlig för blotta ögat där ljusföroreningar ej förekommer. Baserat på parallaxmätning inom Hipparcosuppdraget på ca 4,4 mas, beräknas den befinna sig på ett avstånd av ca 700 ljusår (ca 230 parsek) från solen. Den rör sig närmare solen med en heliocentrisk radialhastighet av ca -16 km/s.

## Egenskaper
Primärstjärnan 1 Delphini A är en vit till blå jättestjärna  av spektralklass A1 III och är en skalstjärna med stabila emissionslinjer i dess spektrum. På grund av emissionslinjernas stabilitet har data från 1 Delphini använts för att utveckla modeller av skalstjärnor och Be-stjärnor. Den har en radie som är ca 4 solradier och utsänder ca 198 gånger mera energi än solen från dess fotosfär vid en effektiv temperatur av ca 10 600 K.
1 Delphini är en misstänkt variabel stjärna, som varierar mellan visuell magnitud +5,92 och 6,07 utan någon fastställd periodicitet. Den består av tre komponenter, primärstjärnan 1 Delphini A, och följeslagarna 1 Delphini B, som ligger ca 0,9 bågsekunder från primärstjärnan med en skenbar magnitud på 8,1 och 1 Delphini C som ligger mycket längre bort på ca 17 bågsekunder från primärstjärnan och är den svagaste med en magnitud på cirka 14.